# Edison Pérez-Núñez
Edison Peréz-Núñez, né le 14 avril 1936, est un ancien arbitre péruvien de football.

## Carrière
Il a officié dans des compétitions majeures : 
- Coupe du monde de football de 1974 (1 match)
- Copa América 1979 (2 matchs)
- Copa América 1983 (finale retour)
- Copa Libertadores 1983 (finale retour)